# Datacombinatietest
De datacombinatietest is een softwaretest die zich richt zich op het afdekken van combinaties van systeemfuncties. Het doel is om in zo min mogelijk testgevallen zo veel mogelijk situaties af te testen, die ogenschijnlijk wellicht niets met elkaar te maken hebben.

## Inleiding
Bij de datacombinatietest wordt gebruikgemaakt van een classificatieboom die lijkt op een beslissingsboom. De test richt zich op de functionaliteit op detailniveau en functionaliteit op systeemniveau. De datacombinatietest wordt ontwikkeld in de testspecificatie fase.
De testbasis voor een datacombinatietest bestaat uit:
- Formele systeemdocumentatie;
- Informele documentatie;
- Ongedocumenteerde materiedeskundigen.

Het feit dat een materiedeskundige ook als testbasis kan dienen, geeft aan dat het een informele techniek is. De datacombinatietest maakt gebruik van de techniek equivalentieklassen, met als verzwaring "paarsgewijs testen" en "grenswaardenanalyse".

## Stappen
1. Identificeren van de testsituaties (het maken van de klassen van de boom);
2. Opstellen logische testgevallen (het invullen van de boom);
3. Opstellen fysieke testgevallen (het vertalen van de boom in bijvoorbeeld een tabel);
4. Vaststellen uitgangssituatie (wat is er nodig om te kunnen testen).

### Stap 1: identificeren van testsituaties

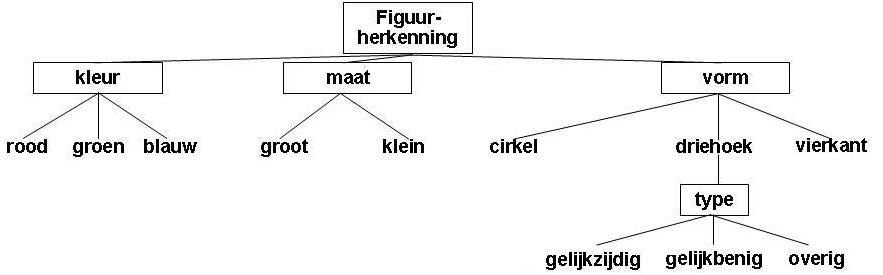
Classificatieboom bij het voorbeeld

Er zijn gegevens nodig om een beslissingsboom te kunnen maken. Hieronder staat een voorbeeld van figuurherkenning die gebruikt zal worden voor een boom:
| -     | TG 1   | TG 2                  | TG 3             |
| ----- | ------ | --------------------- | ---------------- |
| Kleur | Rood   | Blauw                 | Groen            |
| Maat  | Groot  | Klein                 | Groot            |
| Vorm  | Cirkel | Gelijkbenige driehoek | Overige driehoek |

Deze tabel wordt vertaald naar de koppen van de boom hier rechts.

### Stap 2: Opstellen Logische testgevallen

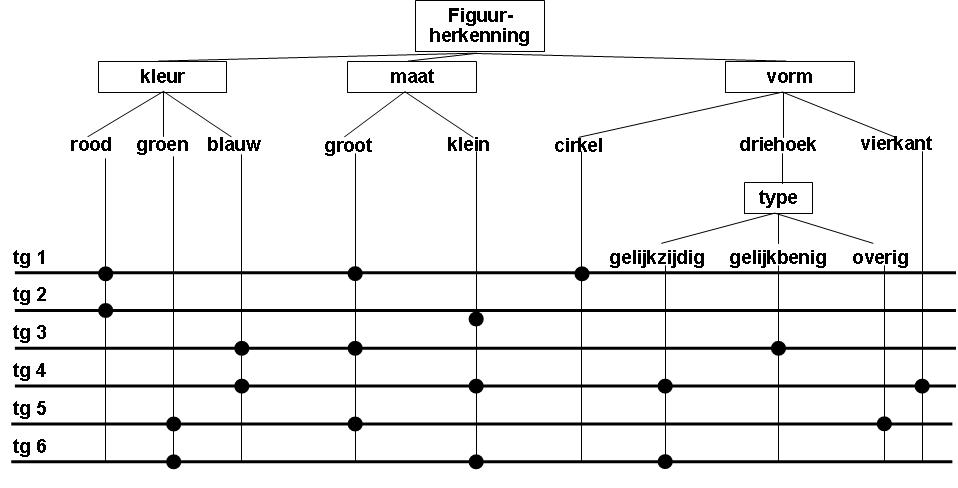
Ingevulde boom voor het voorbeeld

Nadat de koppen van een boom zijn gemaakt, kan de boom ingevuld worden. Vooraf moet bepaald worden welke factoren volledig getest moeten worden. In deze boom moet de maat met de kleur volledig worden gedekt door de boom. Dit wordt vertaald naar de boom hier rechts.

### Stap 3: Fysieke testgevallen
Iedere regel in de boom is een logisch testgeval. Deze worden fysiek gemaakt door iedere bullet op de regel in te vullen door een waarde. Dus in bijvoorbeeld het eerste fysieke testgeval wordt zowel "rood", "groot" en een "cirkel" getest.

### Stap 4: Vaststellen uitgangssituatie
Het vaststellen van de uitgangssituatie is nadenken over wat er klaar moet staan om te kunnen testen. In dit voorbeeld is het een tabel c.q. database waarin alle omschrijvingen van de vormen staan.